# Zitterrochen
Die Elektrischen Rochen, Torpedorochen oder Zitterrochen (Torpedinidae (lateinisch von  torpere „betäubt sein“)), früher auch Krampffische genannt, sind eine Familie der Rochen (Batomorphi).
Zitterrochen verfügen über ein elektrisches Organ (Elektroplax) aus umgewandelten Muskeln, mit dessen Hilfe sie Beutefische durch elektrische Entladungen lähmen können. Taucher vergleichen das Gefühl eines solchen Unterwasser-Elektroschocks mit dem eines sehr kräftigen Faustschlags. Dies kann unter Umständen zur Bewusstlosigkeit führen.

## Verbreitung
Zitterrochen leben küstennah und küstenfern in allen gemäßigten und tropischen Meeren. Sie halten sich meist in Tiefen von 1 bis 250 m auf. Einige Arten, wie Tetronarce tokionis, kommen auch in größeren Tiefen von bis zu 1100 m vor.

## Merkmale
Zitterrochen sind kleine bis mittelgroße Rochen. Ausgewachsene Tiere können je nach Art zwischen 15 cm (Torpedo bauchotae) und 1,80 Meter (Tetronarce nobiliana) lang werden. Kopf und Körper sind zu einer ovalen oder annähernd runden Körperscheibe zusammengewachsen. Sie sind entweder genau so breit wie lang oder etwas breiter als lang. Die Körperscheibe ist nackt und stachellos.

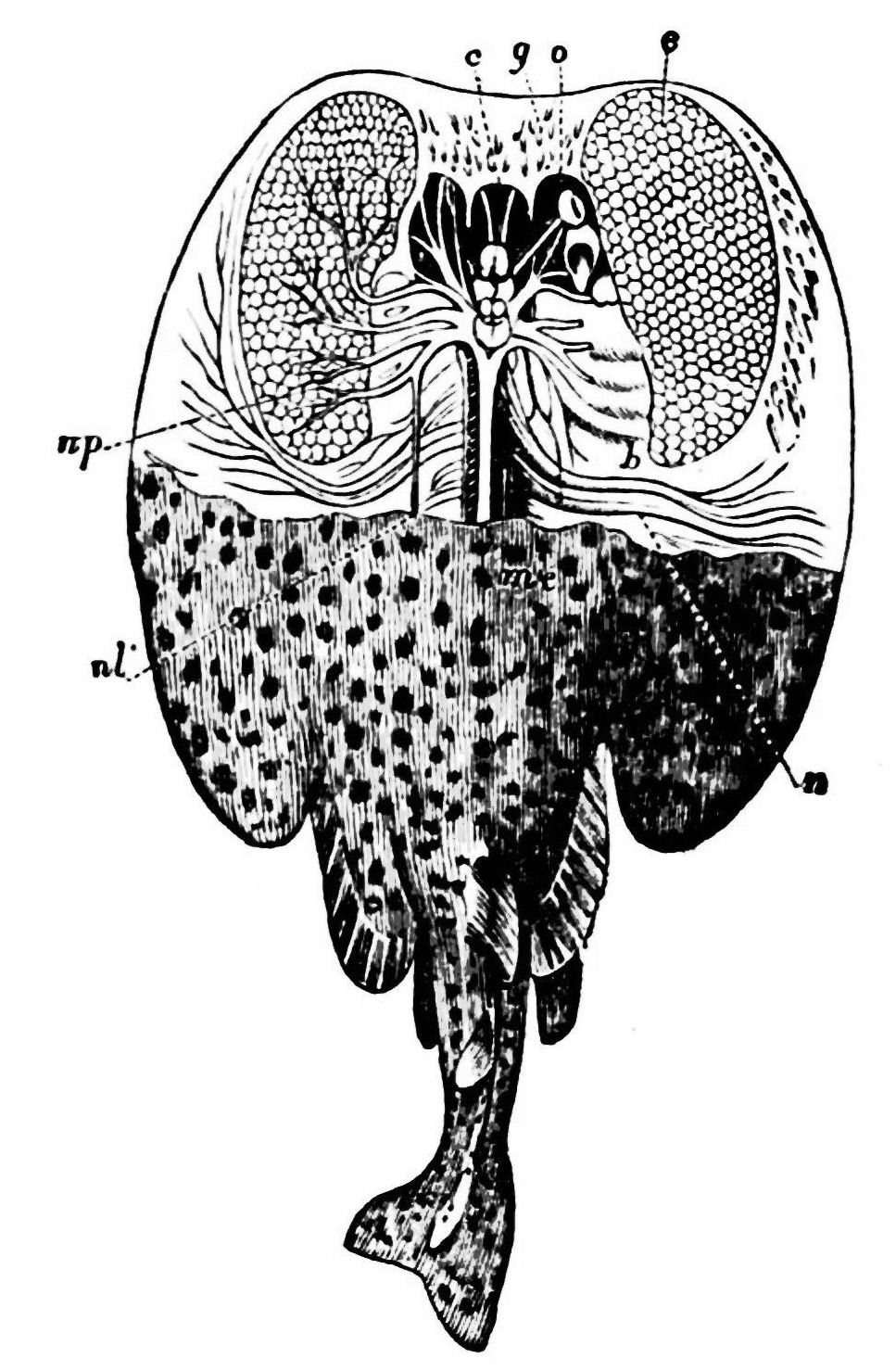
Innere Anatomie eines Zitterrochens. Die großen bohnenförmigen, wabenartigen Strukturen sind die elektrischen Organe.

Der Kopf ist breit und abgeflacht. Die Augen an der Kopfoberseite befinden sich vor den Spritzlöchern. Sie sind klein, aber immer gut entwickelt. Das Maul ist breit und bogenförmig. Es wird von zwei langen Knorpelplatten gestützt, die mit dem Cranium zusammengewachsen sind. Es hat keine Labialfalten, aber deutliche Gruben an den Mundwinkeln. Die Nasenöffnungen befinden sich kurz vor dem Maul in einem Abstand, der viel kleiner ist als der Durchmesser der Nasenöffnungen. Sie sind durch breite Nasalgruben verbunden. Die vorderen Nasenklappen sind kurz, seitlich erweitert und miteinander verschmolzen. Sie überlappen das Maul. Die Zähne sind klein und einspitzig. Sie sind nicht plattenartig und stehen zu 20 bis 75 in einer Reihe. Auf der Unterseite befinden sich auf jeder Seite fünf kleine Kiemenöffnungen kurz vor der Mitte der Brustflossenbasis. Kiemenreusenstrahlen fehlen.
Die Brustflossen sind groß, reichen bis vor die Schnauze und enden erst am Beginn der Bauchflossenbasis. An der Basis der Brustflossen befinden sich die großen, bohnenförmigen elektrischen Organe. Sie sind durch die Haut zu sehen. Die Bauchflossen sind kurz und nicht in zwei Loben geteilt. Auf der Körperoberseite befinden sich nah beieinander zwei Rückenflossen, von denen die erste immer viel größer ist. Beide haben die Form eines oben abgerundeten Dreiecks. Die erste Rückenflosse sitzt über der Bauchflossenbasis hinter der Mitte zwischen Kopf- und Schwanzende. Der kräftige, kurze Schwanz setzt sich deutlich vom Körper ab, ist haiähnlich und mit einer gut entwickelten Schwanzflosse versehen. Er ist seitlich etwas abgeflacht, hat keine Stacheln auf der Oberseite und ist mit seitlichen Kielen versehen. Die Schwanzflosse ist immer viel größer als die Rückenflossen, etwa von der Größe der Bauchflossen oder größer. Die Wirbelsäule biegt in der Schwanzflosse nach oben ab (Heterocerk), ein unterer Schwanzflossenlobus fehlt. Zitterrochen schwimmen nach Art der Haie mit seitlichen Schlägen des Schwanzes. Die Brustflossen werden weder nach Art der Echten Rochen in Sinuswellen bewegt noch nach Art der Adlerrochen auf und ab geschlagen und sind nur als „Tragflächen“ von Bedeutung.
Die Farbe der Zitterrochen ist einheitlich oder marmoriert, meist grau bis braun oder schwarz. Helle oder dunkle Punktierungen können auftreten, bei einigen Arten auch Augenflecke.

## Lebensweise

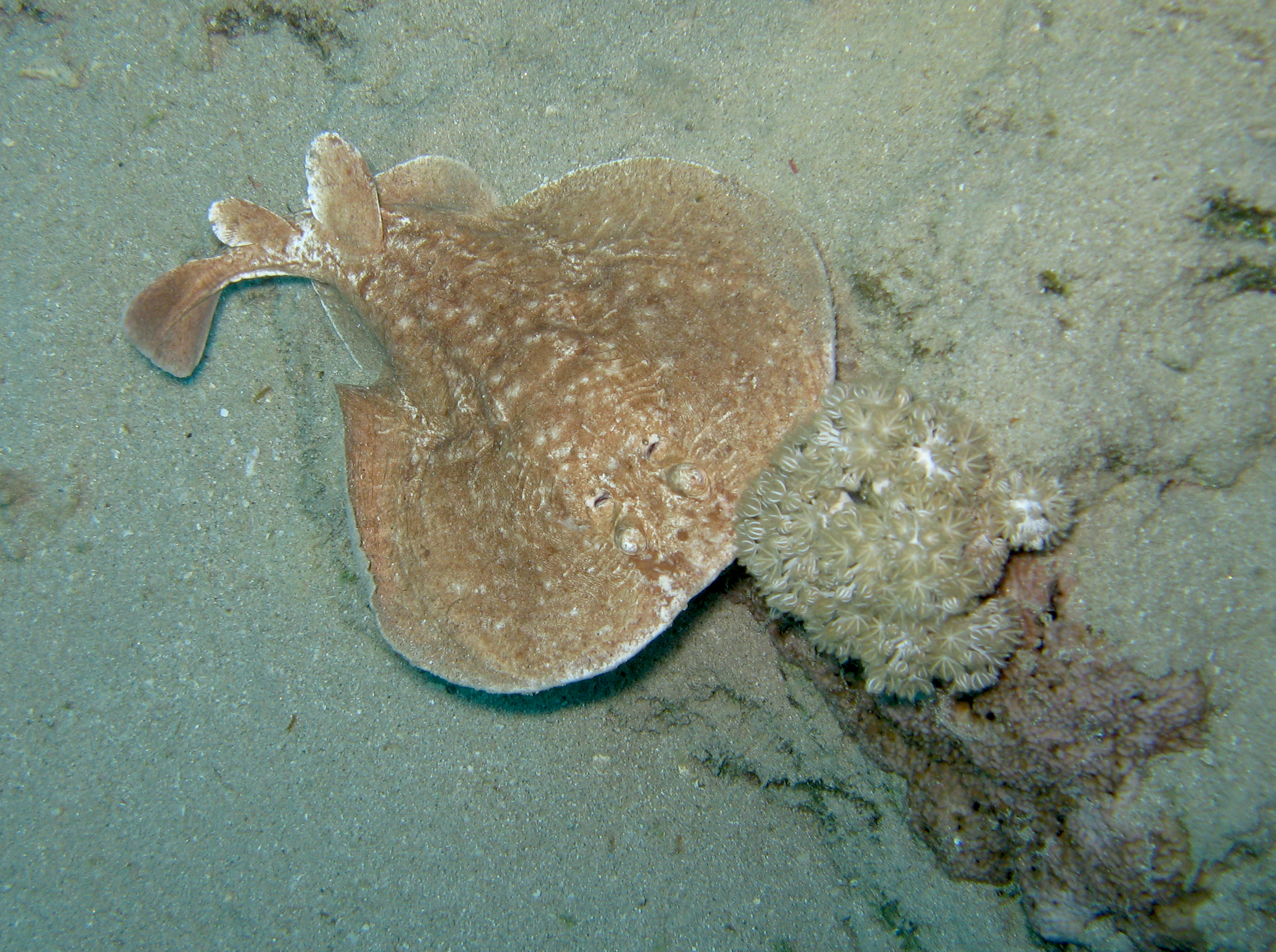
Bogenstirn-Zitterrochen (Torpedo panthera) im Roten Meer

Zitterrochen sind träge Fische, die die meiste Zeit im Sand oder Schlamm vergraben verbringen. Sie schwimmen langsam und rasten oft auf dem sandigen oder schlammigen Meeresboden. Lediglich Torpedo nobiliana lebt pelagisch und unternimmt weite Wanderungen. Sie leben auf den oberen Bereichen der Kontinentalhänge, den Rändern des Kontinentalschelfs, sandigen Küstenzonen und schlammigen Buchten und Mündungen, fast von der Wasseroberfläche bis in Tiefen von 1000 Metern. Sie vertragen weder Brack- noch Süßwasser. Sie ernähren sich von Fischen und wirbellosen Tieren, die normalerweise vom Boden erbeutet werden. Einige Arten benutzen ihr elektrisches Organ, um größere Fische zu betäuben, und führen ihre Beute anschließend mit den großen Brustflossen zum Maul. Das Maul ist stark dehnbar und ermöglicht es ihnen, auch sehr große Beute zu verschlucken. Meist wird das elektrische Organ jedoch zur Verteidigung gegenüber Fressfeinden wie z. B. Haien benutzt. Manche Arten sind Tauchern gegenüber aggressiv, andere verhalten sich passiv. Zitterrochen sind ovovivipar, die Jungtiere schlüpfen noch im Körper des Muttertieres bzw. kurz nach der Eiablage.

## Arten

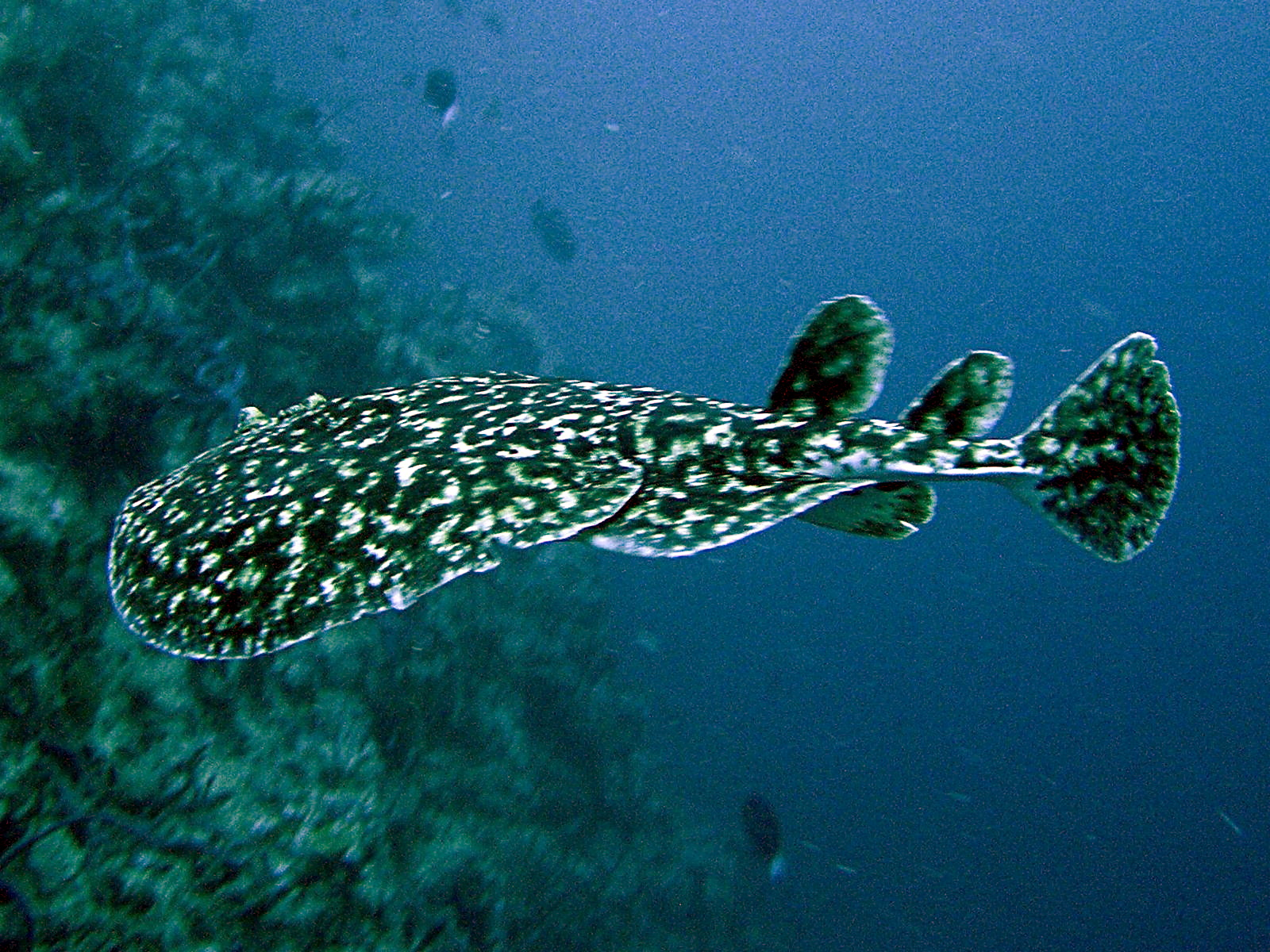
Torpedo fuscomaculata bei den Malediven.

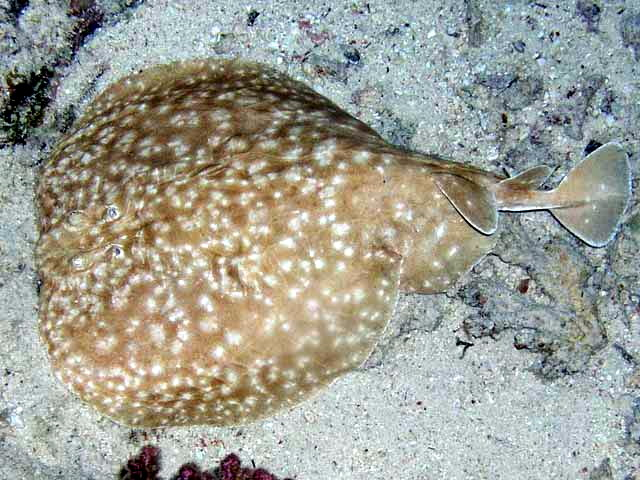
Torpedo sinuspersici, aufgenommen bei Hamata, Ägypten.

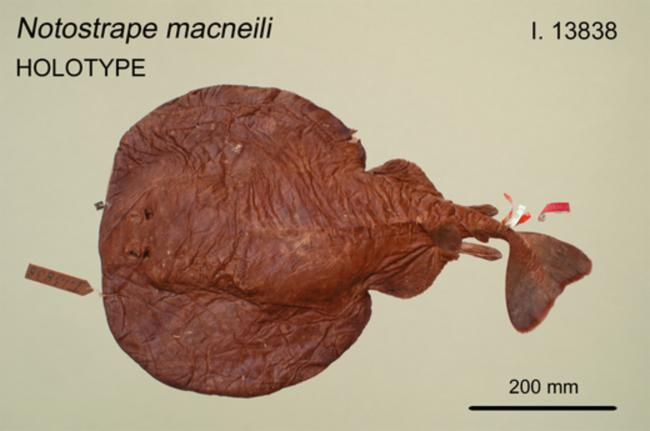
Tetronarce macneilli

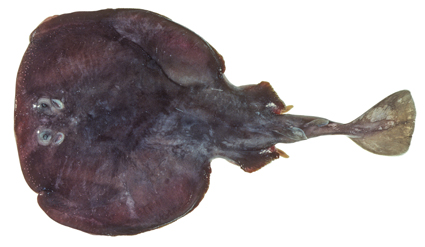
Tetronarce tokionis

Die Familie der Zitterrochen umfasst über 20 Arten. Die wahrscheinlich bekanntesten sind der Marmor-Zitterrochen (Torpedo marmorata), der Bogenstirn-Zitterrochen (Torpedo panthera) sowie der Gefleckte Zitterrochen (Torpedo torpedo), der die häufigste Spezies der Zitterrochen darstellt. Der größte Vertreter der Zitterrochen ist der Atlantische Zitterrochen (Tetronarce nobiliana), der eine Länge von bis zu 1,80 m erreicht.
- Gattung Torpedo Duméril, 1806
  - Torpedo adenensis Carvalho, Stehmann & Manilo, 2002
  - Torpedo alexandrinsis Mazhar, 1987
  - Torpedo andersoni Bullis, 1962
  - Torpedo bauchotae Cadenat, Capape & Desoutter, 1978.
  - Schwarztupfen-Torpedorochen (Torpedo fuscomaculata Peters, 1855)
  - Torpedo mackayana Metzelaar, 1919
  - Marmor-Zitterrochen (Torpedo marmorata Risso, 1810)
  - Bogenstirn-Zitterrochen (Torpedo panthera) Olfers, 1831
  - Torpedo sinuspersici Olfers, 1831
  - Torpedo suessii Steindachner, 1898
  - Gefleckter Zitterrochen (Torpedo torpedo (Linnaeus, 1758))
- Gattung Tetronarce Gill, 1862
  - Kalifornischer Zitterrochen  (Tetronarce californica (Ayres, 1855))
  - Tetronarce cowleyi Ebert et al., 2015
  - Tetronarce fairchildi (Hutton, 1872)
  - Tetronarce formosa (Haas & Ebert, 2006)
  - Tetronarce macneilli (Whitley, 1932)
  - Tetronarce microdiscus (Parin & Kotlyar, 1985)
  - Atlantischer Zitterrochen (Tetronarce nobiliana (Bonaparte, 1835))
  - Tetronarce peruana (Chirichigno F., 1963)
  - Tetronarce puelcha (Lahille, 1926)
  - Tetronarce semipelagica (Parin & Kotlyar, 1985)
  - Tetronarce tokionis (Tanaka, 1908)
  - Tetronarce tremens (de Buen, 1959)

## Etymologie
Torpedo, der wissenschaftliche Name der Typusgattung, kommt aus dem Lateinischen. Die Bedeutung von „torpére“ ist „betäubt sein“. Schon Plinius nannte die ihm bekannten Zitterrochen des Mittelmeeres Torpedo.

## Kulturgeschichtliches, Medizingeschichtliches
Platon lässt Menon von Pharsalos in seinem Dialog Menon den Sokrates mit einem Zitterrochen vergleichen: Wie dieser betäube Sokrates alle, die sich ihm nähern. Mit der Betäubung ist das Hineinführen in Aporie gemeint (Menon 80a-c, 84b-c). Bereits im Jahre 76 nach Christus soll Pedanios Dioscurides versucht haben, über „Elektrostimulationen“ durch die Entladungen des Fisches epileptische Anfälle zu behandeln. Galen und diesem folgend Avicenna (in seinem Kanon der Medizin) empfahlen elektrische Zitterrochen-Schläge gegen chronische Kopfschmerzen.